# Машаду, Ким
Жоаким Машаду Гонсалвеш  (порт. Joaquim Machado Gonçalves; род. 10 октября 1966, Санту-Тирсу) — португальский футболист, защитник; тренер.

## Клубная карьера
Ким родился в Санту-Тирсу, округ Порту и начал свою профессиональную карьеру в местной команде «Тирсенсе» в 1985 году, играющей во втором дивизионе Португалии. Впоследствии в течение одного полного десятилетия Ким играл только за клубы Лиги Примейры. В разное время он представлял «Брагу», «Виторию де Гимарайнш», «Эштрелу де Амадора», «Шавеш», «Варзин» и «Кампумайоренси». С «Виторией» он выступал в Кубке УЕФА 1992/93, сыграв четыре игры, в которых португальская команда обыграла испанский «Реал Сосьедад» в первом раунде (3:2 по сумме двух матчей).